# Vahid Talebloo
Vahid Talebloo (pers. وحيد طالب‌لو; Teheran, 26 maggio 1982) è un calciatore iraniano, portiere del Foolad e della Nazionale iraniana.

## Palmarès

### Club

#### Competizioni nazionali
- Campionati iraniano: 2

Esteghlal: 2005-2006, 2008-2009